# Caulophilus camptus
Caulophilus camptus (лат.) — ископаемый вид жесткокрылых насекомых рода Caulophilus из семейства долгоносиков (Curculionidae). Обнаружены в Эоценовом доминиканском янтаре (остров Гаити, Карибский бассейн, Северная Америка).

## Описание
Длина тела 4,3 мм (без рострума), длина рострума 1,1 мм (он в 7,3 раза длиннее своей ширины), общая длина 5,4 мм. Тело коричневое, с несколькими короткими полуотстоящими щетинками. Глаза относительно крупные, округлые. Жгутик усика 7-члениковый, флагелломеры трапециевидные. Пронотум и надкрылья сплюснутые с крупными пунктурами. Надкрылья в 2,9 раз длиннее своей ширины у основания и середины. Ноги длинные, коготки крупные, свободные, без зубчиков. Близок к ископаемому виду Caulophilus bennetti Davis and Engel, 2007 из Доминиканского янтаря. Вид был впервые описан в 2015 году американским палеоэнтомологом Джорджем Пойнаром (George Poinar Jr; Department of Integrative Biology, Oregon State University, Корваллис, Орегон, США) и российским колеоптерологом Андреем Легаловым (Институт систематики и экологии животных СО РАН, Новосибирск, Россия) вместе с видами Dryotribus pedanus, Ogygius obrieni, C. ruidipunctus, C. elongatus и другими. Название вида C. camptus происходит от греческого слова kamptos (изогнутый) по форме рострума.